# Ponzano Romano
Ponzano Romano település Olaszországban, Lazio régióban, Róma megyében. Lakosainak száma 1212 fő (2023. január 1.). Ponzano Romano Civita Castellana, Civitella San Paolo, Collevecchio, Filacciano, Forano, Nazzano, Sant'Oreste és Stimigliano községekkel határos.

## Népesség
A település lakossága az elmúlt években az alábbi módon változott:
| Lakosok száma | 1137 | 1140 | 1212 |
|               | 2017 | 2018 | 2023 |